# 2556 Louise
2556 Louise (1981 CS) là một tiểu hành tinh vành đai chính được phát hiện ngày 8 tháng 2 năm 1981 bởi N. G. Thomas ở Flagstaff (AM).